# ラッドロー・トンソン (第3代リヴァーズデイル男爵)
第3代リヴァーズデイル男爵ラッドロー・トンソン（英語: Ludlow Tonson, 3rd Baron Riversdale、1784年3月6日 – 1861年12月13日）は、アイルランド貴族、アイルランド国教会の聖職者。1839年から1861年までキラルー・キルフェノラ・クロンファートおよびキルマクドゥーア主教を務めた。

## 生涯
初代リヴァーズデイル男爵ウィリアム・トンソンと妻ローズ（Rose、旧姓バーナード（Barnard）、1758年3月8日 – 1810年5月26日、ジェームズ・バーナードの娘）の八男として、1784年3月6日にコーク県リズナガー（Lisnagar）で生まれた。1793年から1802年までイートン・カレッジで教育を受けた後、1803年6月9日にケンブリッジ大学トリニティ・カレッジに入学、1805年にM.A.の学位を修得した。
1810年5月6日に執事に、同年5月20日に司祭に叙品され、1839年にキラルー・キルフェノラ・クロンファートおよびキルマクドゥーア主教に任命された。
1848年4月3日に兄ウィリアムが死去すると、リヴァーズデイル男爵位を継承した。
1861年12月13日に生涯未婚のままクレア県キラルーにある主教邸で死去、リヴァーズデイル男爵位は廃絶した。遺言状でウィリアム・トマス・ジョナス・スターウェル（William Thomas Jonas Stawell）を遺産継承者に指名した。